# Sint-Wivina-abdij
De Sint-Wivina-abdij, ook wel bekend als de Abdij van Groot-Bijgaarden, was een benedictinessenklooster in Groot-Bijgaarden. De religieuze gemeenschap werd in 1796 verdreven door het Franse regime. De abdijkerk werd vernietigd en de rest van de gebouwen verkocht.  De huidige Wivinakapel en de resten van de abdijkerk zijn wat vandaag nog rest.

## Geschiedenis

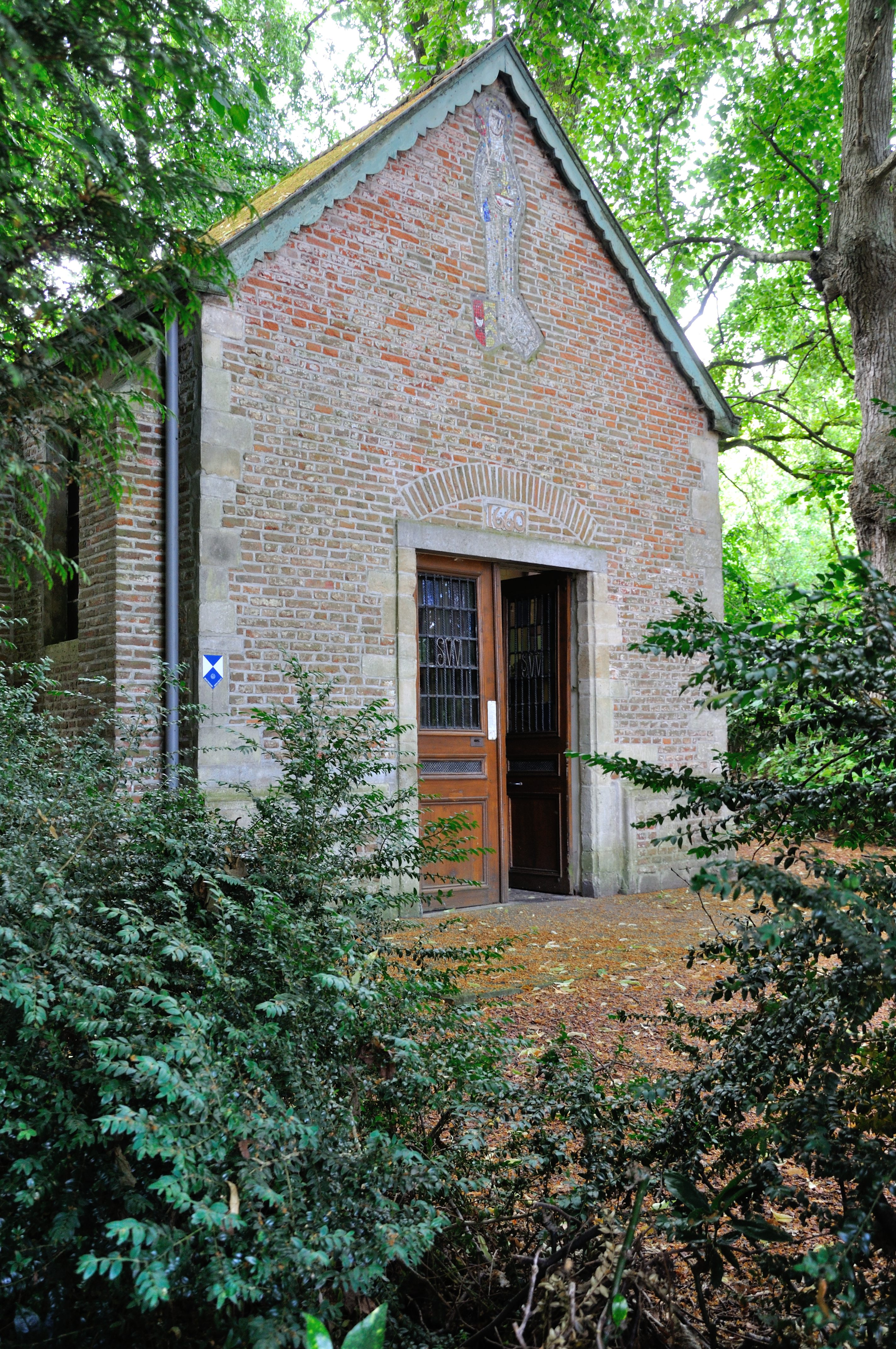
De huidige Wivinakapel

In de 12e eeuw trok de heilige Wivina zich terug bij een bron in het bos ten westen van Brussel, samen met haar vriendin Emwara. Andere vrouwen voegden zich bij hen en zij vormden een gemeenschap onder de regel van de heilige Benedictus.  Zo ontstond een priorij, die door Godfried I van Brabant onder de bescherming van de abdij van Affligem werd geplaatst. De opeenvolgende Brabantse hertogen breidden de rechten van de gemeenschap verder uit.  Zij verwierf bezittingen in de dorpen in de omgeving maar ook in Vlaanderen (Overboelare) en tot ver in de Brabantse Kempen (Beerse, Vorselaar Wechelderzande). In 1245 kwam Groot-Bijgaarden los van Affligem maar pas in 1548 werd het een volwaardige abdij met Kathelijne van der Straeten als abdis.  In 1578, tijdens de Nederlandse Opstand, vluchtten de vrouwen naar Dendermonde en later naar Brussel.  Zij keerden pas in 1598 terug om aan een volledige heropbouw te beginnen. 
Toen aartsbisschop Matthias Hovius in conflict geraakte met  benedictines Joanna Boisot, excommuniceerde hij haar. Zij kreeg het gedaan om deze straf te laten annuleren door paus Paulus V.

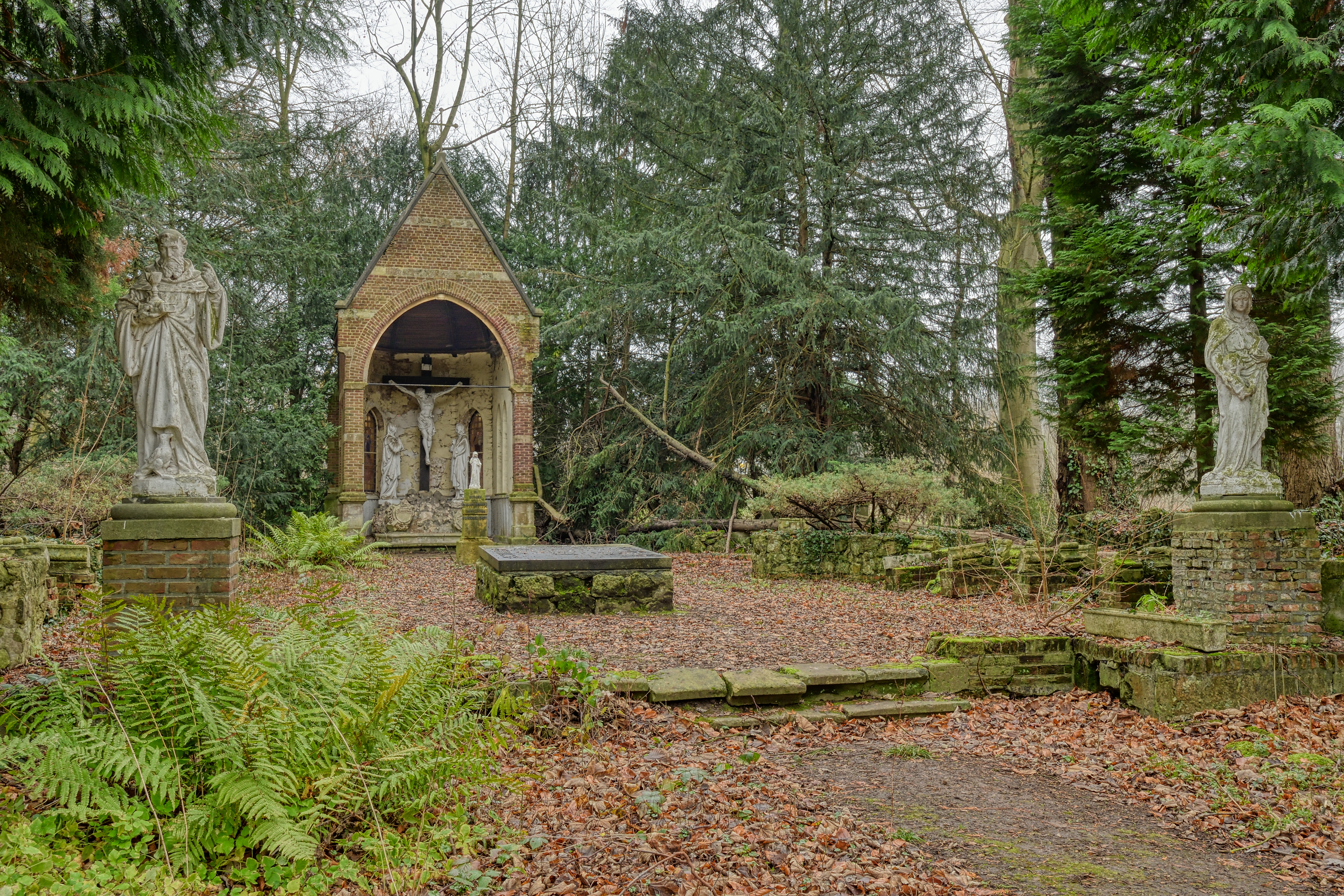
Overblijfselen van voormalige abdijkerk.

Het grootste deel van de gebouwen werd volledig vernieuwd in de 18e eeuw.  Een Frans decreet van 29 ventôse jaar V (17 maart 1797) bevestigde de ontbinding. Tussen 1797 en 1802 werden veel gebouwen afgebroken, met uitzondering van het poortgebouw, het priesterhuis, de infirmerie en de boerderij.
Sinds 1996 is de abdij erkend als monument en de ommuring als dorpsgezicht. Het priesterhuis uit 1756, ook renteniershuis of proostdijgebouw genoemd, is opgebouwd in een elegante Lodewijk XV-stijl.